# Edgar Seligman
Pour les articles homonymes, voir Seligman.
Edgar Isaac Seligman, né le 14 avril 1867 à San Francisco et mort le 27 septembre 1958 à Londres, est un escrimeur américain naturalisé britannique, sa nationalité de participation à plusieurs éditions des Jeux olympiques.

## Biographie
Edgar Seligman naît à San Francisco, aux États-Unis de parents juifs allemands. Il obtient la nationalité britannique par naturalisation après le déménagement de sa famille à Londres. Il combat pour l'armée britannique dans la seconde guerre des Boers, à l'intérieur d'une unité de Yeomanry (milice montée) impériale. En tant de paix, Seligman pratique l'escrime et les arts. 

### Carrière d'escrimeur
Il est champion de Grande-Bretagne d'épée en 1904 et 1906, et participe aux Jeux olympiques intercalés de 1906 à cette arme ainsi qu'au fleuret, dont il est champion national en 1906 (et le sera de nouveau en 1907). Ses résultats individuels sont anecdotiques. Par équipes, il prend la deuxième place derrière l'équipe de France d'épée, un résultat aujourd'hui non-reconnu par le Comité international olympique. Deux ans plus tard, aux Jeux de Londres 1908, il combat seulement à l'épée. Son élimination dès le premier tour de poules est une surprise, car le seul candidat de premier plan dans sa poule est le Français Alexandre Lippmann, qui gagnera la médaille d'argent. En revanche, l'équipe britannique réédite son exploit des Jeux d'Athènes en obtenant l'argent derrière l'équipe de France. Éliminée par les Français en demi-finale, les Britanniques obtiennent l'argent en remportant le tournoi de consolation 
contre le Danemark alors que la Belgique, pourtant finaliste, n'obtient que le bronze.
Quatre ans plus tard, une dispute internationale quant au règlement des compétitions olympiques conduit au boycott des escrimeurs Français dans toutes les armes et des italiens à l'épée. Cela crée des opportunités pour les escrimeurs d'autres pays. Seligman, qui concourt à l'épée et au fleuret, se qualifie en individuel pour les poules finales au deux armes. Il finit 6e dans les deux épreuves, avec trois victoires pour quatre défaites au fleuret et deux victoires pour quatre défaites à l'épée. Il s'offre néanmoins une victoire contre Paul Anspach, la seule défaite pour l'épéiste belge qui gagne quand même la médaille d'or. Par équipes, une poule finale composée de quatre nations secondaires est dominée par la Belgique, qui gagne tous ses matchs. Avec une victoire et deux défaites, la Grande-Bretagne, battue par les Pays-Bas mais victorieuse contre la Suède, s'adjuge l'argent grâce à un plus petit nombre de matchs perdus.
Pour régler les éventuelles disputes entre nations, l'idée d'une Fédération internationale d'escrime se renforce. En novembre 1913, neuf entités nationales, dont le Royaume-Uni, se rassemblent à Paris pour fonder cette fédération. Seligman, devenu capitaine de l'équipe d'escrime anglaise, est le représentant de l'Amateur Fencing Association, la fédération britannique lors de cette réunion.
Plus tard, Seligman s'intéressera au sabre, en deviendra deux fois champion britannique, en 1923 et 1924. Après des Jeux de 1920 conclus sans médaille, il participe à ses derniers Jeux en tant qu'escrimeur en 1924 à Paris. Il a alors 57 ans, mais l'âge ne l'empêche en rien de réaliser un brillant tournoi au fleuret : il se qualifie pour la poule finale de 8, mais doit déclarer forfait.

### Carrière artistique

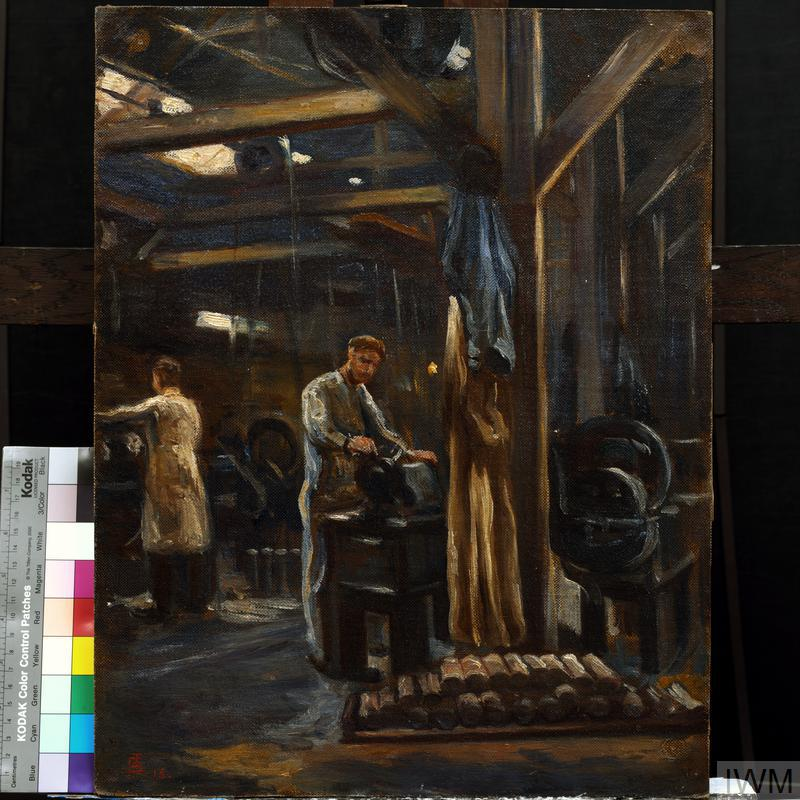
Belgian Steel Factory, Goldhawk Road, W12 - Workers (1918), l'une des toiles d'Edgar Seligman

Seligman fut aussi un peintre actif et reconnu, actif entre 1911 et 1934. Au cours de cette carrière, il expose 52 toiles à la Fine Art Society de Londres, et 2 à la célèbre Royal Academy sur Picadilly Circus. Ses sujets sont variés, allant des natures mortes, des scènes de paysage côtiers au style réaliste décrivant des ouvriers et des travailleurs sur leur lieu de travail ou bien des scènes de la vie quotidienne, ainsi que des portraits. Voyageur, il peint certaines de ses toiles à l'étranger.
Sa pratique de l'art lui permet d'étendre pour huit années supplémentaires sa carrière olympique puisqu'en 1928 et en 1932, des compétitions d'art sont organisées aux Jeux. Inscrit dans l'épreuve de peinture, il ne figure pas parmi les médaillés et son classement est inconnu.

## Palmarès
- Jeux olympiques
  -  Médaille d'argent par équipes aux Jeux olympiques de 1908 à Londres
  -  Médaille d'argent par équipes aux Jeux olympiques de 1912 à Stockholm

- Jeux olympiques (Non-officiels)
  -  Médaille d'argent par équipes aux Jeux olympiques intercalés de 1906 à Athènes